# 北京地铁燕房线

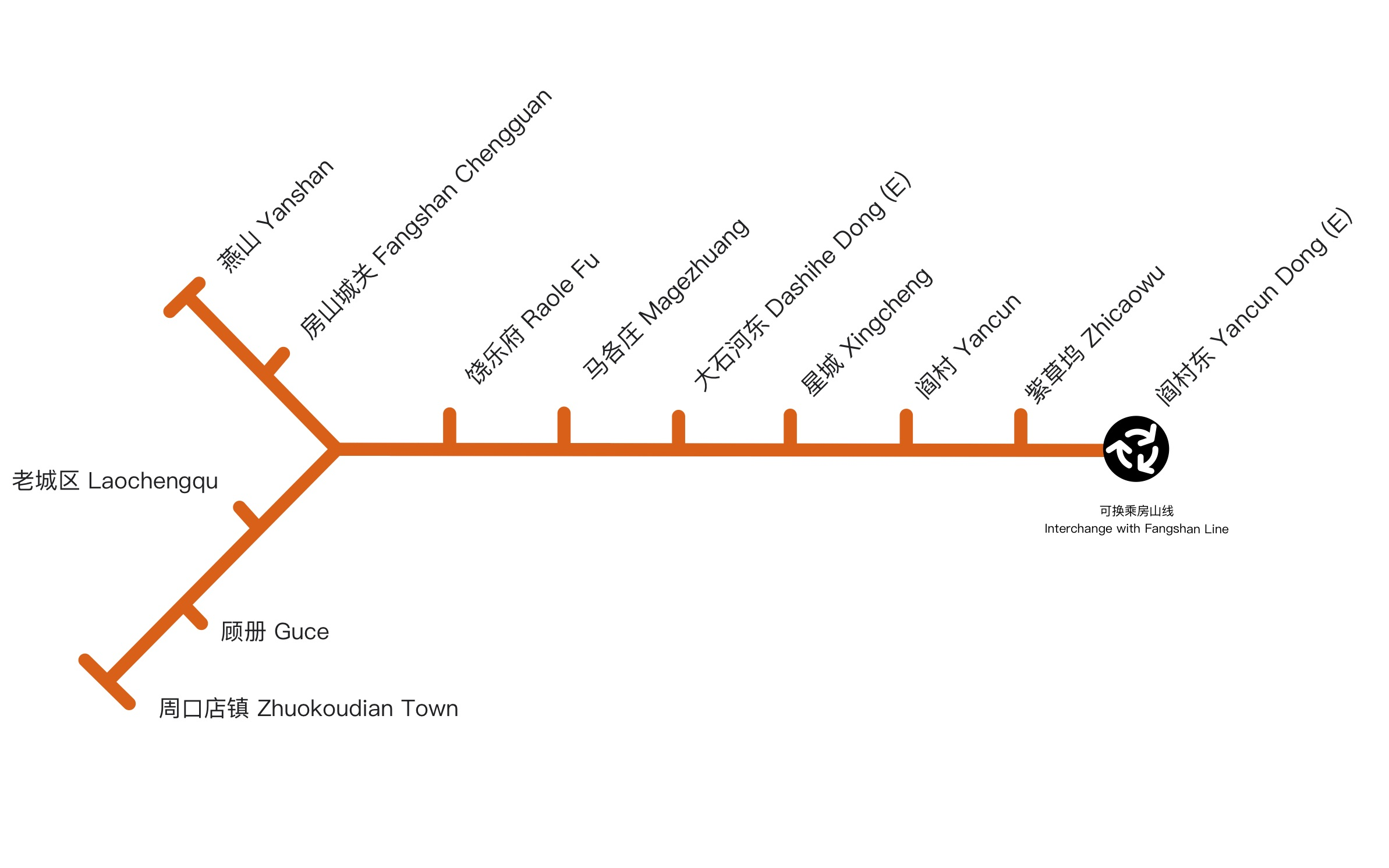
燕房线线路图

北京地铁燕房线连接中国北京市房山区阎村东站至燕山站，是北京地铁的一条东西向地铁线路，是房山线自良乡向燕山石化地区和房山城关等地的延长线，全长14.4千米，共设9座车站，2017年12月30日投入运营。标识色为 Pantone 1595C 。
燕房线在房山线阎村车辆段北侧设置阎村北车辆段（远期还可能在支线附近设置顾册停车场）。与此同时，房山线西延2.2千米到阎村东站。
线路初期、近期采用4节编组B型列车，同房山线在阎村东站进行同台换乘；远期燕房线扩编成6节，两线贯通运营。但实际上燕房线在投入运营之时，轨道及道岔便已经与房山线的主线实施了连接。2022年8月17日，北京市规划和自然资源委员会在其官方网站正式发布《北京市轨道交通线网规划（2020年-2035年）》，并未提及燕房线支线具体开工时间点，但仍然保留规划。。

## 车站

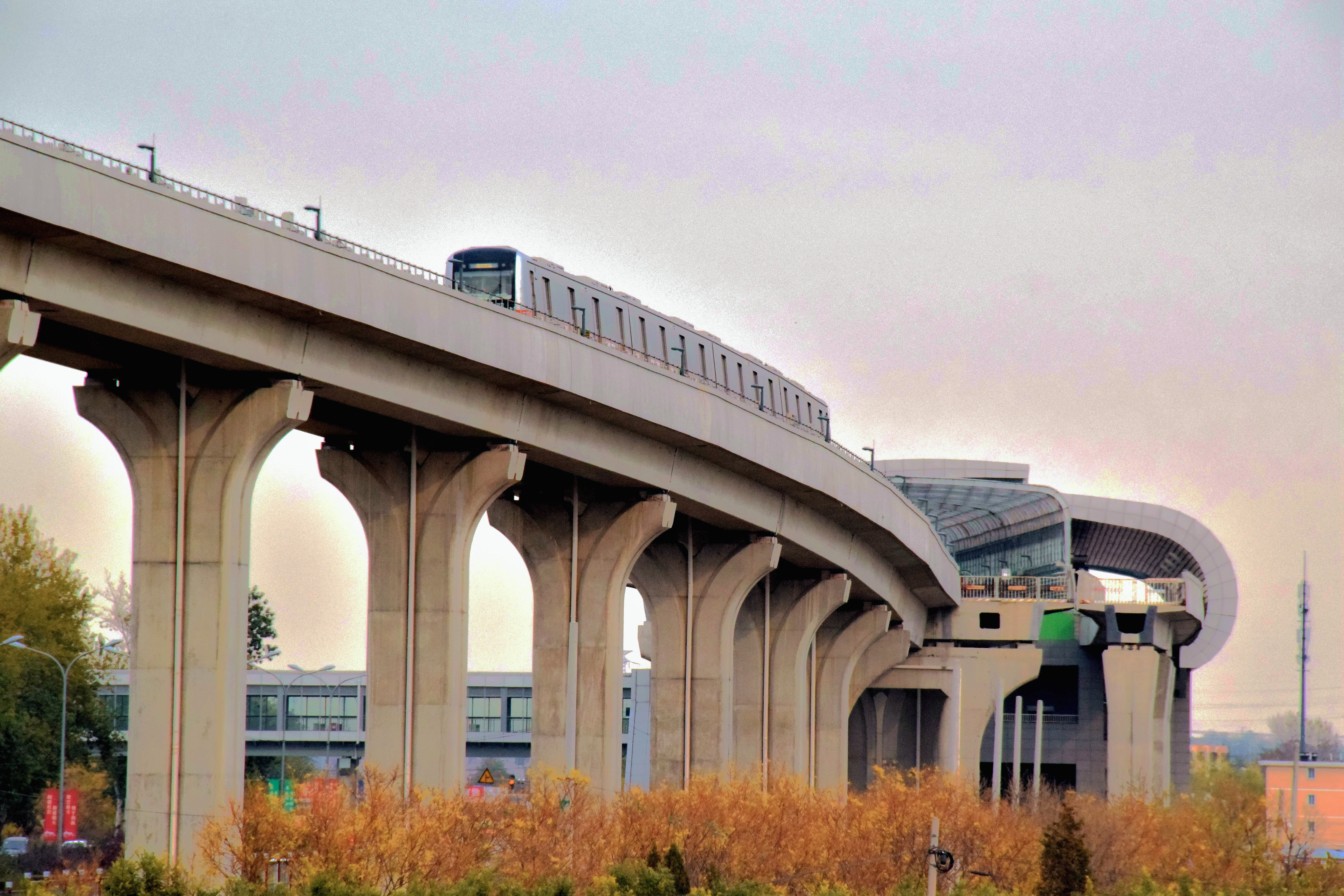
饶乐府站与驶入车站的 DKZ76 型列车（2018年11月）

北京地铁燕房线主线共设车站9座（含阎村东站），支线拟设四座车站（含主线的饶乐府站）。
| 主线                                                                        | 阎村东   | 0     | 0    | 房山线         | 房山区 | 2017年12月30日 | 高架双岛式站台              | 左侧                                    |
| 主线                                                                        | 紫草坞   | 1541  | 1541 | 不適用         | 房山区 | 2017年12月30日 | 高架岛式站台                | 左侧                                    |
| 主线                                                                        | 阎村     | 2751  | 1210 | 不適用         | 房山区 | 2017年12月30日 | 高架岛式站台                | 左侧                                    |
| 主线                                                                        | 星城     | 4400  | 1649 | 不適用         | 房山区 | 2017年12月30日 | 高架岛式站台                | 左侧                                    |
| 主线                                                                        | 大石河东 | 6329  | 1929 | 不適用         | 房山区 | 2017年12月30日 | 高架侧式站台                | 右侧                                    |
| 主线                                                                        | 马各庄   | 8416  | 2087 | 不適用         | 房山区 | 2017年12月30日 | 高架岛式站台                | 左侧                                    |
| 主线                                                                        | 饶乐府   | 9400  | 984  | 燕房线（支线） | 房山区 | 2017年12月30日 | 高架混合式站台 （一岛一侧） | 右侧                                    |
| 主线                                                                        | 房山城关 | 11177 | 1777 | 不適用         | 房山区 | 2017年12月30日 | 高架岛式站台                | 左侧                                    |
| 主线                                                                        | 燕山     | 13253 | 2076 | 不適用         | 房山区 | 2017年12月30日 | 高架岛式站台                | 左侧                                    |
|                                                                             |          |       |      |                |        |                |                             |                                         |
| 支线                                                                        | 饶乐府   | 未知  | 未知 | 燕房线（主线） | 房山区 | 搁置           | 高架混合式站台 （一岛一侧） | 左側（阎村东方向） 右侧（周口店镇方向） |
| 支线                                                                        | 老城区   | 未知  | 未知 | 不適用         | 房山区 | 搁置           | 高架岛式站台                | 左侧                                    |
| 支线                                                                        | 顾册     | 未知  | 未知 | 不適用         | 房山区 | 搁置           | 高架岛式站台                | 左侧                                    |
| 支线                                                                        | 周口店镇 | 未知  | 未知 | 不適用         | 房山区 | 搁置           | 高架岛式站台                | 左或右侧                                |
| 注释                                                                        |          |       |      |                |        |                |                             |                                         |
| 1 斜体标示的车站尚未启用，且并非最终的车站名称。 2 斜体标示的换乘尚未启用。 |          |       |      |                |        |                |                             |                                         |

## 建设
燕房线曾于2011年进行过一次环境影响评价，由于当时《北京市城市轨道交通近期建设规划调整（2007-2016年）》尚未获得批准，以及涉及南水北调的环境影响问题，环境保护部退回了环评。2014年初，燕房线环评通过。
燕房线先期建设的主线计划投资91亿元，于2013年底开工，2017年12月30日通车；支线于2019年8月启动征地工作，原定于2019年底开工，2020年底建成通车，后由于燕房线主线客流量太低，支线改为暂缓建设。

## 运营
燕房线是中国第一条具有完全自主知识产权的轨道交通全自动运行线路，按照世界上列车运行自动化等级的最高级别（GoA4）建设，能够自己完成上电自检，自动发车离站、自动到站开闭车门、自动折返、运营后自动回库休眠、自动洗车等全套操作。燕房线的信号系统和综合监控系统的总集成商是北京交通大学的交控科技股份有限公司，北京交通大学研制的基于通信的列车自动控制系统被应用于燕房线。
燕房线的运营方为北京市轨道交通运营管理有限公司，简称北京轨道运营，是北京市轨道交通建设管理有限公司设立的全资子公司，是北京市市政府批准的北京第三家轨道交通运营商。公司主营业务涵盖轨道交通客运服务、车辆及设备设施维修服务、技术研发、咨询培训、广告、民用通信等版块。
北京轨道运营在燕房线的服务中吸取了北京地铁运营公司和京港地铁公司的优点，为每一座车站增设了带有空调的候车室。
2019年2月，北京轨道运营公布了燕房线2018年的运营数据，列车的平均正点率和平均兑现率分别高达99.995%和99.998%，达到北京市交通委百分制考核的“优秀”水准，并表示本线将在2019年底在全线采用GoA4模式。
2022年5月4日，因疫情影响，大石河东、星城、阎村、紫草坞、阎村东站暂时封闭，其中阎村东站可继续换乘房山线，其余车站则列车通过不停车。
2022年5月12日，因疫情进一步恶化，马各庄、饶乐府、房山城关、燕山站暂时封站，至此燕房线全线暂停运营。
2022年5月29日，因疫情趋向好转，燕房线恢复列车运行，大石河东站、马各庄站、饶乐府站、房山城关站、燕山站恢复运营，其他封闭车站中的换乘站则重新允许换乘。
2022年6月3日，根据疫情防控要求，阎村东站恢复运营，重新开放所有出入口。
2022年6月6日，根据疫情防控要求，星城站、阎村站、紫草坞站恢复运营。

## 列车
燕房线采用两动两拖4节B型列车，列车定员1262人，最高时速80公里，其中15组（YF001-YF015）由中车长客股份公司研制，1组（YF016）由中车青岛四方机车研制，正常情况下可实现全自动驾驶。
燕房线是中国内地首条自动驾驶运营轨道交通线路，也是北京市首条采用自主知识产权、全自动运行的地铁线路。列车的每节车厢设有2个摄像头，便于在控制中心看到车厢内的状况；列车可以自动监视障碍物，并对开关门时的意外情况进行及时反馈。
出于安全方面的考虑，燕房线在运营初期采取GoA3模式，每列车仍然设有一名列车助理对操作台进行监控。2019年12月19日，无人值守的YF006驶入正线，标志着燕房线完成了从GoA3到GoA4模式的过渡，全面实现无人值守全自动驾驶，此后列车助理主要的任务转为照顾乘客。
线路开通之初，仅有SFM16型（YF016）的车头车尾隔挡为透明玻璃，在不干扰列车助理的前提下可以拍摄燕房线的前方展望。2018年12月底，所有DKZ76型（海豚号）均完成车辆改造，将车头车尾的黑色隔挡更换为透明玻璃，燕房线成为北京地铁第一条完全开放车头车尾前方展望的地铁线路。

## 宣传
北京轨道运营开设了官方微博、微信和抖音账号，宣传燕房线的科技特色和优质服务，并借此开展一系列的互动活动，如燕房线摄影大赛（不定期举行，包括运营百日摄影赛、“开往春天的燕房线”摄影赛等）、燕房线1周年应援口号征募、燕房线乘客满意度调查等。燕房线的列车报站广播风格也是通过官方微信公众号征求多数乘客意见之后的产物。
2018年12月10日，燕房线开通试运营即将1周年之时，北京轨道运营携手插画师鱼肉团团饭，联合推出燕房线的形象IP：豚嘟嘟、嘟嘟妹和燕安安。豚嘟嘟是对燕房线站务和列车助理的形象概括。嘟嘟妹是对燕房线乘务和票务的形象概括。燕安安取材自燕房线的主力运营车型——DKZ76型（海豚号）。
燕房线在开通试运营时，推出了首通文创产品，包括燕房线纪念徽章2枚、首通纪念一卡通2张、首通文化袋（蓝橙两色）和首通卡包（蓝橙两色）。2018年底，燕房线开通试运营1周年时，官方发布1周年文创产品系列，包括纪念票2枚、纪念书签3枚、列车万年历和海豚号列车积木。
2018年12月25日，北京理工大学摄影协会联合北京轨道运营，发布《京燕之旅，惊艳科技》主题H5。
燕房线开展了多次线下乘客互动，例如推广地铁通勤的“京燕之旅，绿色有你”活动、“您的安全出行，我来关心”安全咨询日专题活动等。自2018年起，燕房线阎村东站连续多年参与“首都国企开放日”活动，与燕化星城街道合作，带领普通市民了解燕房线的信号控制及列车运行原理，展示燕房线的成就。